# 籌木

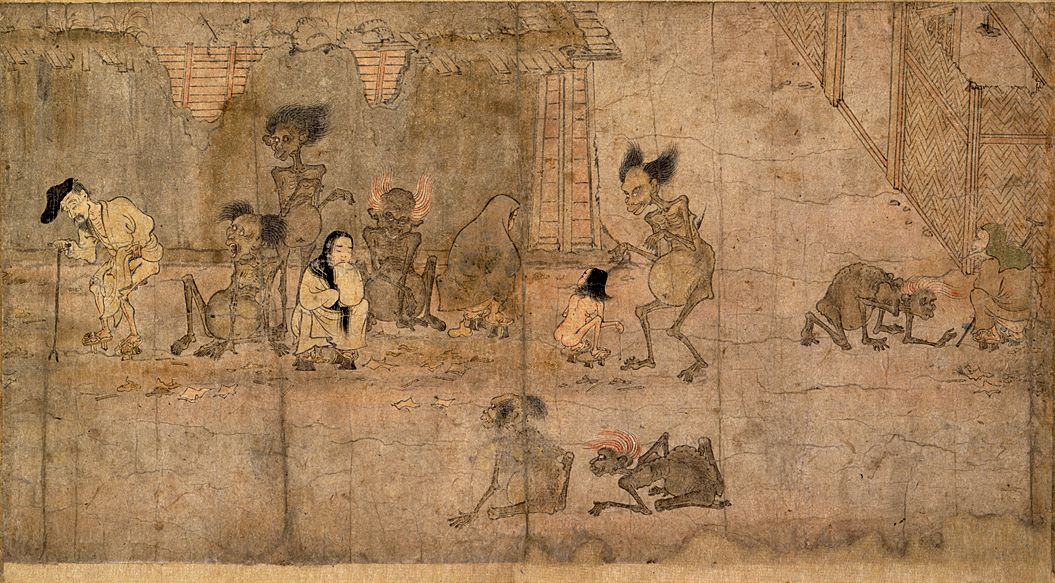
旧河本家本『紙本著色餓鬼草紙』第3段「食糞餓鬼図」
----
平安京域内（洛中）の小路で排便する人間達（庶民）と、人間の糞便を食いたくてたむろしている食糞餓鬼が描かれている。「餓鬼草紙」項に詳説あり。

籌木（ちゅうぎ、ちゅうぼく、英語：Shit stick）とは、排泄の際に尻の汚れを掻き落とすための細長い木製の板のことである。糞箆（くそべら、くそへら）ともいう。紙が普及する以前、古代から近世初頭にかけて用いられ、古代のトイレ遺構の便槽址から出土する場合が多い。木の材料としては杉や檜等の木の柾目を使った。

## 概要

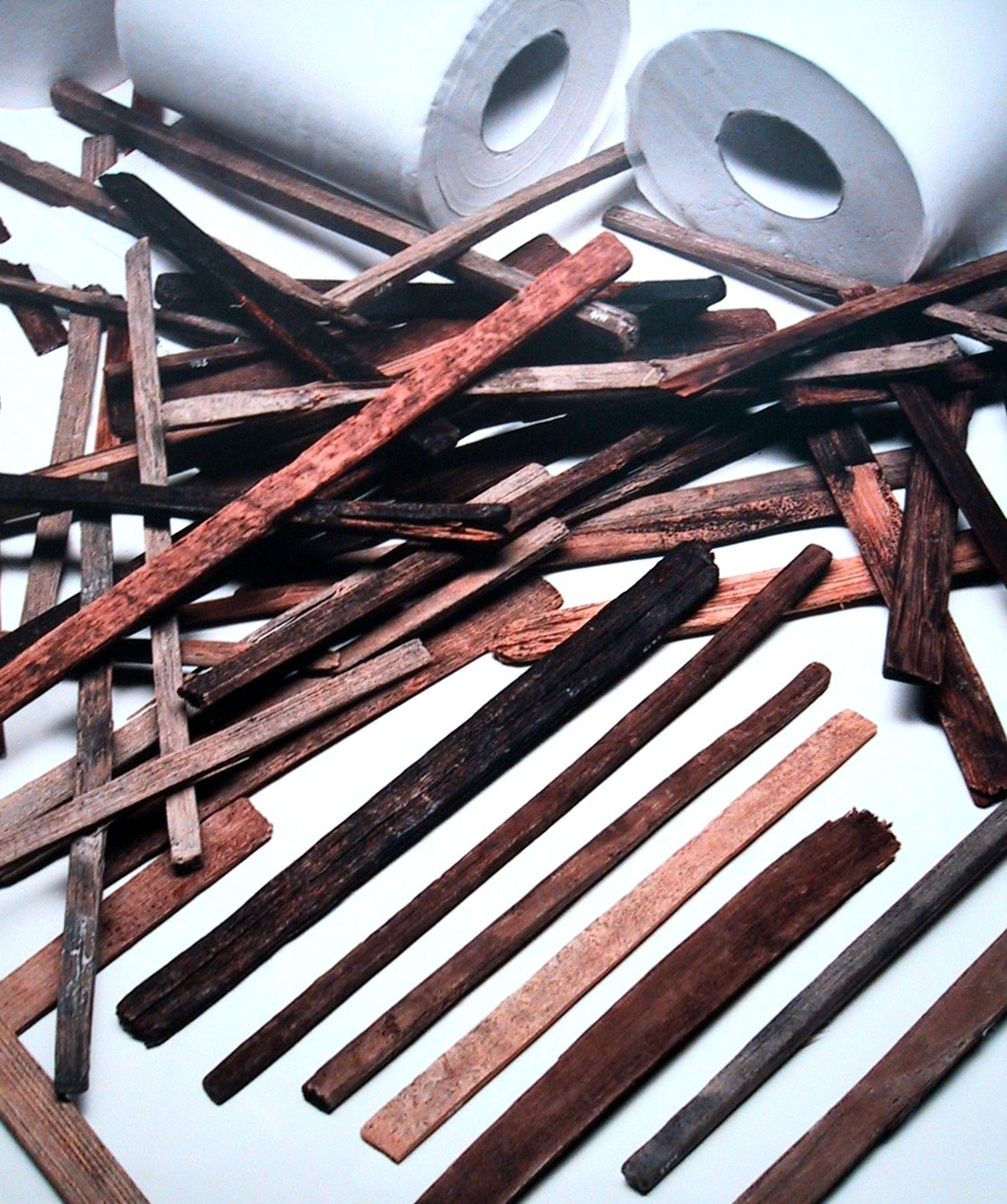
籌木（奈良時代のもの）

排泄の後始末のための道具として籌木が使用されていたことを示す絵画資料としては、12世紀後期中葉（平安時代と鎌倉時代の端境期）の日本で描かれたとみられる絵巻である旧河本本『餓鬼草紙』の一図である「食糞餓鬼図」がある。路上で童子が排便している場面には、大便が身体につかないように高下駄をはき、手に籌木を持って踏ん張っている様子が描かれている。籌木を支えにして勢いよく排便すれば尻を汚さずにすむとしたものであろう。仮に汚してしまった場合には、便を掻き落とすためにも使用したと考えられる。紙が貴重であった時代の生活用具である。
一部では江戸時代後期（近世末･19世紀）まで使用されていたことが、『飛騨呈書』に記述されており、飛騨国の高山において、「村方はもちろん、町中でも下層の者は便所で紙は用いず、木べらを使っています」と極寒の地で身分の低い者達は木べらで拭いている現状を紹介している。

## 備考
- 福岡県福岡市の鴻臚館のトイレ遺構からは現物が出土している。